# Diosaccus hamiltoni
Diosaccus hamiltoni är en kräftdjursart som först beskrevs av Th. och Scott 1903.  Diosaccus hamiltoni ingår i släktet Diosaccus och familjen Diosaccidae. Inga underarter finns listade i Catalogue of Life.